# Charles Nombret Saint-Laurent
Jean-Pierre-Laurent Denombret, dit Charles Nombret Saint-Laurent, né à Bergues le 2 juillet 1791 et mort à Boulogne-sur-Mer le 30 juillet 1833, est un auteur dramatique et librettiste français.

## Biographie
Fils d'un chirurgien-major au 90e régiment d'Infanterie (ex-régiment de Chartres) mort alors qu'il avait 2 ans, il est élevé par sa mère grâce à un secours qui lui est versé par la Convention en tant que veuve de guerre.
Sous-chef de bureau aux Ponts-et-chaussées, on lui doit quelques vaudevilles qui ont été joués sur les plus célèbres scènes parisiennes du XIXe siècle : Théâtre des Nouveautés, Théâtre des Variétés, Théâtre du Vaudeville etc.

## Œuvres
- 1817 : Une promenade à Saint-Cloud, bluette épisodique en un acte mêlée de vaudevilles, avec Alexis Wafflard, au théâtre du Vaudeville (10 septembre)
- 1819 : Le Moulin de Bayard, vaudeville historique en un acte, avec Fulgence de Bury et Revel[5], au théâtre des Variétés (24 juillet)
- 1819 : Le Séducteur champenois, ou les Rhémois, comédie-vaudeville en un acte, avec Saintine et Armand d'Artois, au théâtre des Variétés (16 décembre)
- 1823 : Les Couturières, ou le Cinquième au-dessus de l'entresol, tableau-vaudeville en un acte, avec Marc-Antoine Désaugiers et Saintine, au théâtre des Variétés (11 novembre)
- 1824 : Le Coiffeur et le Perruquier, comédie-vaudeville en un acte, avec Édouard-Joseph-Ennemond Mazères et Eugène Scribe, au théâtre du Gymnase (26 janvier)
- 1824 : Pinson, père de famille, ou la Suite de Je fais mes farces , folie-vaudeville en un acte, avec Désaugiers et Saintine, au théâtre des Variétés (6 novembre)
- 1825 : Brelan d'amoureux, ou les Trois Soufflets, vaudeville en un acte, avec Saintine et Jean-Baptiste-Rose-Bonaventure Violet d'Épagny, au théâtre du Vaudeville (2 mars)
- 1827 : Les Cartes de visite, ou Une fête de famille, vaudeville en un acte, avec Saintine, au théâtre du Vaudeville (1er janvier)
- 1827 : Le Mari par intérim, comédie-vaudeville en un acte, avec Fulgence de Bury et Henri de Tully, au théâtre du Vaudeville (8 janvier)
- 1827 : John Bull au Louvre, vaudeville en trois tableaux, avec Emmanuel Théaulon et Jean-François-Alfred Bayard, au théâtre des Variétés (13 septembre)
- 1827 : La Halle au blé ou l'Amour et la Morale, tableau grivois en un acte, avec Francis et Armand d'Artois, au théâtre des Variétés (15 novembre)
- 1827 : Les Dames peintres, ou l'Atelier à la mode, tableau en un acte, mêlé de couplets, avec Gabriel de Lurieu, au théâtre des Variétés (29 décembre)
- 1829 : Le Bandit, pièce en deux actes mêlée de chants, avec Théodore Anne et Emmanuel Théaulon, au théâtre des Nouveautés (12 septembre)
- 1830 : Le Mardi-gras et le Lendemain, ou Vive la joie et les pommes de terre !, esquisse en un acte et demi, avec Durand et Florentin, au théâtre des Variétés (3 février)
- 1830 : Bonaparte, lieutenant d'artillerie, ou 1789 et 1800, comédie historique en deux actes, mêlée de couplets, avec Saintine et Félix-Auguste Duvert, au théâtre du Vaudeville (9 octobre)
- 1831 : Le Boa, ou le Bossu à la mode, comédie-vaudeville en un acte, au théâtre des Variétés (22 mars)
- 1844 : Le Roman de la pension, comédie mêlée de vaudeville, avec Bayard, au théâtre du Palais-Royal (15 novembre)